# Grades de l'Armée espagnole
Cet article donne les grades en vigueur dans les Forces armées espagnoles.

## Constitution
L’article 8 de la Constitution espagnole de 1978 définit ainsi les Forces armées : « Les Forces armées, constituées par l’Armée de terre, la Marine et l’Armée de l’air, ont pour mission de garantir la souveraineté et l’indépendance de l’Espagne, de défendre son intégrité territoriale et son ordre constitutionnel. ». Le commandement suprême des Forces armées correspond au chef de l’État, en l’occurrence le Roi d’Espagne. 
D’autres articles de la Constitution de 1978 font allusion aux Forces armées espagnoles et notamment à leur organisation. La Défense nationale concerne tous les Espagnols et constitue la mission spécifique des Forces armées.

## Armée de terre(enespagnol:Ejército)

### Officiers de l'Armée de terre espagnole
|  |  |  |

| Alumno repetidor | Alumno 2º | Alumno 1º |

### Sous-officiers et hommes du rang de l'Armée de terre espagnole
| Code OTAN          | OR-9             | OR-9             | OR-9        | OR-9        | OR-9        | OR-9    | OR-8    | OR-8             | OR-7             | OR-7     | OR-6     | OR-6     | OR-6     | OR-6     | OR-6     | OR-6       | OR-5       | OR-5       | OR-5       | OR-5       | OR-5       | OR-5         | OR-4         | OR-4 | OR-3 | OR-3               | OR-2               | OR-2               | OR-2               | OR-2               | OR-2               | OR-2    | OR-1 | OR-1 |
| ------------------ | ---------------- | ---------------- | ----------- | ----------- | ----------- | ------- | ------- | ---------------- | ---------------- | -------- | -------- | -------- | -------- | -------- | -------- | ---------- | ---------- | ---------- | ---------- | ---------- | ---------- | ------------ | ------------ | ---- | ---- | ------------------ | ------------------ | ------------------ | ------------------ | ------------------ | ------------------ | ------- | ---- | ---- |
| Espagne (modifier) |                  |                  |             |             |             |         |         |                  |                  |          |          |          |          |          |          |            |            |            |            |            |            |              |              |      |      |                    |                    |                    |                    |                    |                    |         |      |      |
| Suboficial mayor   | Suboficial mayor | Suboficial mayor | Subteniente | Subteniente | Subteniente | Brigada | Brigada | Sargento primero | Sargento primero | Sargento | Sargento | Sargento | Sargento | Sargento | Sargento | Cabo mayor | Cabo mayor | Cabo mayor | Cabo mayor | Cabo mayor | Cabo mayor | Cabo primero | Cabo primero | Cabo | Cabo | Soldado de primera | Soldado de primera | Soldado de primera | Soldado de primera | Soldado de primera | Soldado de primera | Soldado |      |      |

## Marine(enespagnol:Armada)

### Officiers de la Marine espagnole
| Code OTAN          | OF-10             | OF-9      | OF-8          | OF-7           | OF-6             | OF-5               | OF-4               | OF-3              | OF-2             | OF-1               | OF-1                            | OF(D)             | Élève-officier |
| ------------------ | ----------------- | --------- | ------------- | -------------- | ---------------- | ------------------ | ------------------ | ----------------- | ---------------- | ------------------ | ------------------------------- | ----------------- | -------------- |
| Espagne (modifier) |                   |           |               |                |                  |                    |                    |                   |                  |                    |                                 |                   |                |
| Capitán general    | Almirante general | Almirante | Vicealmirante | Contralmirante | Capitán de navío | Capitán de fragata | Capitán de corbeta | Teniente de navío | Alférez de navío | Alférez de fragata | Guardiamarina 2 Guardiamarina 1 | Alumno 2 Alumno 1 |                |

### Officiers mariniers et marins de la Marine espagnole
| Espagne (modifier) |                  |                  |             |             |             |         |         |                  |                  |          |          |          |          |          |          |            |            |            |              |              |      |      |                     |                     |          |          |          |                                       |                                       |                                       |                                         |                                         |                                         |
| Suboficial mayor   | Suboficial mayor | Suboficial mayor | Subteniente | Subteniente | Subteniente | Brigada | Brigada | Sargento primero | Sargento primero | Sargento | Sargento | Sargento | Sargento | Sargento | Sargento | Cabo mayor | Cabo mayor | Cabo mayor | Cabo primero | Cabo primero | Cabo | Cabo | Marinero de primera | Marinero de primera | Marinero | Marinero | Marinero | Sargento alumno 3º Sargento alumno 2º | Sargento alumno 3º Sargento alumno 2º | Sargento alumno 3º Sargento alumno 2º | Sargento alumno 1º Sargento alumno MPTM | Sargento alumno 1º Sargento alumno MPTM | Sargento alumno 1º Sargento alumno MPTM |

## Armée de l'air(enespagnol:Ejército del aire)

### Officiers de l'Armée de l'air espagnole
| Code OTAN          | OF-10            | OF-9             | OF-8                | OF-7               | OF-6    | OF-5             | OF-4       | OF-3    | OF-2     | OF-1    | OF-1           | OF(D)  | Élève-officier |
| ------------------ | ---------------- | ---------------- | ------------------- | ------------------ | ------- | ---------------- | ---------- | ------- | -------- | ------- | -------------- | ------ | -------------- |
| Espagne (modifier) |                  |                  |                     |                    |         |                  |            |         |          |         |                |        |                |
| Capitán general    | General del aire | Teniente general | General de división | General de brigada | Coronel | Teniente coronel | Comandante | Capitán | Teniente | Alférez | Oficial cadete | Alumno |                |

### Sous-officiers et hommes du rang de l'Armée de l'air espagnole
| Code OTAN          | OR-9             | OR-9             | OR-9        | OR-9        | OR-9        | OR-9    | OR-8    | OR-8             | OR-7             | OR-7     | OR-6     | OR-6     | OR-6     | OR-6     | OR-6     | OR-6       | OR-5       | OR-5       | OR-5       | OR-5       | OR-5       | OR-5         | OR-4         | OR-4 | OR-3 | OR-3               | OR-2               | OR-2               | OR-2               | OR-2               | OR-2               | OR-2    | OR-1 |
| ------------------ | ---------------- | ---------------- | ----------- | ----------- | ----------- | ------- | ------- | ---------------- | ---------------- | -------- | -------- | -------- | -------- | -------- | -------- | ---------- | ---------- | ---------- | ---------- | ---------- | ---------- | ------------ | ------------ | ---- | ---- | ------------------ | ------------------ | ------------------ | ------------------ | ------------------ | ------------------ | ------- | ---- |
| Espagne (modifier) |                  |                  |             |             |             |         |         |                  |                  |          |          |          |          |          |          |            |            |            |            |            |            |              |              |      |      |                    |                    |                    |                    |                    |                    |         |      |
| Suboficial mayor   | Suboficial mayor | Suboficial mayor | Subteniente | Subteniente | Subteniente | Brigada | Brigada | Sargento primero | Sargento primero | Sargento | Sargento | Sargento | Sargento | Sargento | Sargento | Cabo mayor | Cabo mayor | Cabo mayor | Cabo mayor | Cabo mayor | Cabo mayor | Cabo primero | Cabo primero | Cabo | Cabo | Soldado de primera | Soldado de primera | Soldado de primera | Soldado de primera | Soldado de primera | Soldado de primera | Soldado |      |